# Ferry Pasté
Pour les articles homonymes, voir Ferry.
Ferry Pasté, seigneur de Challerange et de Saint-Pierre-à-Arnes, maréchal de France.
Il est qualifié de maréchal de France dans un titre du Trésor des Chartes du roi de l’année 1240.
Il fut envoyé en ambassade de Flandre pour recevoir de Jeanne de Flandre le château de Douai.
On le trouve encore ambassadeur auprès de Raymond VII comte de Toulouse en 1243.
Il fait partie des connétables de France[réf. nécessaire].

## Armoiries
| Figure | Blasonnement                           |
|        | D'hermine à trois chevrons de gueules. |